# 뜨거운 토성
뜨거운 토성은 모항성에 가까이서 돌아 온도가 높고 무게나 부피가 가벼운 가스 행성을 가리키는 단어이다.

## 설명
뜨거운 토성은 뜨거운 목성과 마찬가지로 모항성과 가까운 거리에서 돌기에 행성의 온도가 높고 모항성에 대해서 항상 같은 면을 바라보는 조석 고정이 되어 있다는 공통점을 가지고 있지만 뜨거운 목성과 달리 토성처럼 무게나 부피가 가볍다는 특징이 있다. 영어권에서는 Hot-Saturn(핫 새턴)이라고 불린다. 뜨거운 토성의 경우는 토성이나 일반적인 슈퍼토성과는 달리 모항성과 가깝기 때문에 고리를 가지고 있지않거나 고리가 매우 얇다. 현재까지 사람들에게 알려진 대표적인 뜨거운 토성으로 분류되는 외계 행성으로는 Wasp-39b가 있다.

## 같이 보기
- 뜨거운 목성
- 가스 행성
- 토성
- 외계 행성